# الثور النحاسي
نص كبير
الثور النحاسي هو منحوتة نحاسية وجدت في موقع تل العبيد بالقرب من مدينة أور الأثرية، حالياً في جنوب العراق من قِبل ليونارد وولي في عام 1923. المنحونة يعود تاريخها لحوالي 2600 ق.م  موجودة الآن في المتحف البريطاني.

## الاكتشاف
المنحوتة وجدت مع عدد من القطع الأثرية الأخرى في القاعدة الأساسية لتل العبيد. و قد وجدها  ليونارد وولي الذي عمل بالتعاون مع متحف الآثار والأنثروبولوجيا في جامعة بنسيلفانيا  و المتحف البريطاني. الأساس الذي أخفى المنحوتة كان عبارة عن منصة مصنوعة من الطوب والطين والتي كانت في الأصل تدعم معبد الآلهة ننهورساج. وقد سحق تمثال الثور بسقوط المعبد المتهدم عليه. و وجد وولي نماذج مشابهة من الثيران ولكن تم استرداد هذا و واحد آخر في للحالة السليمة .
كانت ننهورساج إلهة المراعي ، لذا من المناسب أن تكون الأبقار موجودة حول معبدها. و قيل إن حليبها كان يحافظ على الملوك.